# 王克强
王克强（1921年—1997年），又名王齐高，湖北省天门县（现天门市）人。中华人民共和国政治人物。

## 生平
1937年，王克强参加革命，1939年3月加入中国共产党。1940年秋，中共天北区委员会建立，下辖石东、西段、长寿、花台、柳河、四合等地党支部，王克强担任书记（至1941年2月）。1941年3月，担任中共渔北区委员会书记。1942年10月区委改属中共天景潜县委领导。1942年11月至1944年2月，兼任天北区政府区长。中原突围后，他随部出任荆（门）当（阳）远（安）中心县委书记，江（陵）荆（门）县委书记。1949年7月15日，天潜沔县、江荆潜县党政军组织撤销，中共潜江县委、县人民政府和县人民武装指挥部在熊口组建，王克强担任县委书记（副书记刘书田；县长李富五，副县长武中堂），同时成立县人民武装指挥部（指挥长刘斌），王克强兼任政委。
中华人民共和国成立后，王克强继续担任中共潜江县委书记（1952年8月）；后改任荆州公安处处长，后担任武钢矿山分公司副经理、炼钢厂厂长兼党委书记，国家冶金工业部副司长，湖北省冶金工业局局长。湖北省顾问委员会委员。